# Melanotus castanipes
Melanotus castanipes är en skalbaggsart som först beskrevs av Gustaf von Paykull 1800.  Melanotus castanipes ingår i släktet Melanotus, och familjen knäppare. Arten är reproducerande i Sverige.

## Bildgalleri

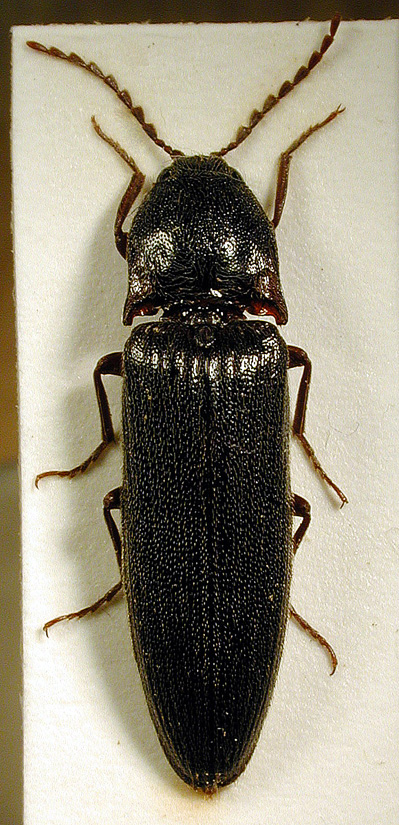
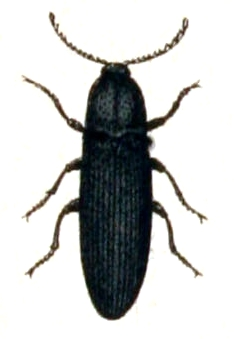